# Kościół św. Remigiusza w Lagarde
Kościół św. Remigiusza (fr. Église Saint-Remi) – rzymskokatolicka świątynia parafialna, znajdująca się w gminie Lagarde w Oksytanii, w południowej Francji.

## Historia
W miejscu obecnego kościoła znajdowała się pierwotnie wieża obronna wzniesiona przez joannitów. We wsi powstały trzy kościoły: św. Remigiusza (znajdujący się wtedy przy ratuszu), św. Pawła i kaplica św. Juliana. W 1573 roku wieżę rozebrano, by uniemożliwić jej wykorzystanie przez hugenotów, a na jej miejscu wzniesiono skromny kościół św. Remigiusza, z jedną kaplicą boczną. Wedle niektórych źródeł miał posiadać dzwonnicę parawanową wzorowaną na kościele w Saint-Michel-de-Lanès – z czterema arkadami w dolnej kondygnacji i jedną w górnej. W 1865 wzniesiono obecny, neoromański kościół. W 1995 odlano szesnaście z dziewiętnastu dzwonów, poświęconych przez abpa André Colliniego. W następnym roku karylion oficjalnie uruchomiono.

## Architektura i wyposażenie
Świątynia neoromańska, trójnawowa. Jest długa na 26,3 m. Nawa północna jest długa na trzy przęsła, a południowa – na dwa przęsła, gdyż w miejscu trzeciego w nich ulokowano kruchtę. Do filara nawy południowej dostawiono ambonę. We wnętrzu przechowywane są relikwie św. Remigiusza, podarowane przez archidiecezję Reims w 1884. W zachodniej części ustawiono pęknięty dzwon z 1776 roku.

## Dzwony
Na dzwonnicy parawanowej zawieszonych jest łącznie 19 dzwonów, w tym pięć dzwonów bujanych, napędzanych ręcznie przez dzwonników.
Dane dzwonów:
| Imię         | Waga (kg) | Ton    | Średnica (cm) | Rok odlania |
| ------------ | --------- | ------ | ------------- | ----------- |
| Cécile       | 30        | g'''   | 32,5          | 1995        |
| Albertine    | 32        | fis''' | 32,6          | 1995        |
| Geneviève    | 35        | f'''   | 34,0          | 1995        |
| Etienne      | 39        | e'''   | 36,0          | 1995        |
| Germaine     | 42        | d'''   | 37,8          | 1995        |
| Odile        | 50        | c'''   | 40,9          | 1995        |
| Michel       | 55        | h"     | 42,6          | 1995        |
| Danielle     | 60        | ais"   | 44,2          | 1995        |
| Andrée       | 66        | a"     | 46,0          | 1995        |
| Elisabeth    | 72        | gis"   | 47,7          | 1995        |
| Aurore       | 78        | g"     | 49,6          | 1995        |
| Angélique    | 85        | fis"   | 51,5          | 1995        |
| Anne-Laure   | 91        | f"     | 53,9          | 1995        |
| Jeanne       | 105       | e"     | 56,7          | 1995        |
| Julienne     | 160       | d"     | 67,0          | 1987        |
| Marie-Pierre | 291       | c"     | 76,5          | 1995        |
| Marie        | 300       | h'     | 79,5          | 1987        |
| St Paul      | 323       | a'     | 82,0          | 1995        |
| St Rémy      | 650       | g'     | 100,0         | 1895        |